# Angela lemoulti
Angela lemoulti es una especie de mantis de la familia Mantidae.

## Distribución geográfica
Se encuentra en Brasil, Guayana Francesa y Venezuela.